# La Estanzuela (Hidalgo)
La Estanzuela es una localidad de México, localizada en el municipio de Mineral del Chico en el estado de Hidalgo.

## Geografía
Se encuentra en la región geográfica de la Comarca Minera; a la localidad le corresponden las coordenadas geográficas 20° 10’ 48.74” de latitud norte y 98° 45’ 25.742” de longitud oeste, con una altitud de 2792 m s. n. m. Se encuentra en la Sierra de Pachuca, y cuenta con la presa La Estanzuela.
En cuanto a fisiografía se encuentra en la provincia de la Eje Neovolcánico, dentro de la subprovincia de Sierras y Llanuras de Querétaro e Hidalgo; su terreno es de sierra. En lo que respecta a la hidrografía se encuentra posicionado en la región del Pánuco, dentro de la cuenca el río Moctezuma, y en la subcuenca del río Actopan. Cuenta con un clima templado subhúmedo con lluvias en verano, de menor humedad.

## Demografía
En 2020 registró una población de 1680 personas, lo que corresponde al 18.92 % de la población municipal. De los cuales 808 son hombres y 872 son mujeres.
| Gráfica de evolución demográfica de La Estanzuela entre 1900 y 2020 |
|                                                                     |
| Población registrada por los censos y conteos del INEGI.            |